# Madotheca ptychanthoides
Madotheca ptychanthoides là một loài rêu trong họ Porellaceae. Loài này được Horik. mô tả khoa học đầu tiên.
Danh pháp khoa học của loài này chưa được làm sáng tỏ. 